# Cussey-sur-Lison
Pour les articles homonymes, voir Cussey.
Cussey-sur-Lison est une commune française située dans le département du Doubs, la région culturelle et historique de Franche-Comté et la région administrative Bourgogne-Franche-Comté.
Elle a depuis le 1er janvier 2022 le statut de commune nouvelle à la suite de la fusion à cette date avec la commune de Châtillon-sur-Lison.

## Géographie

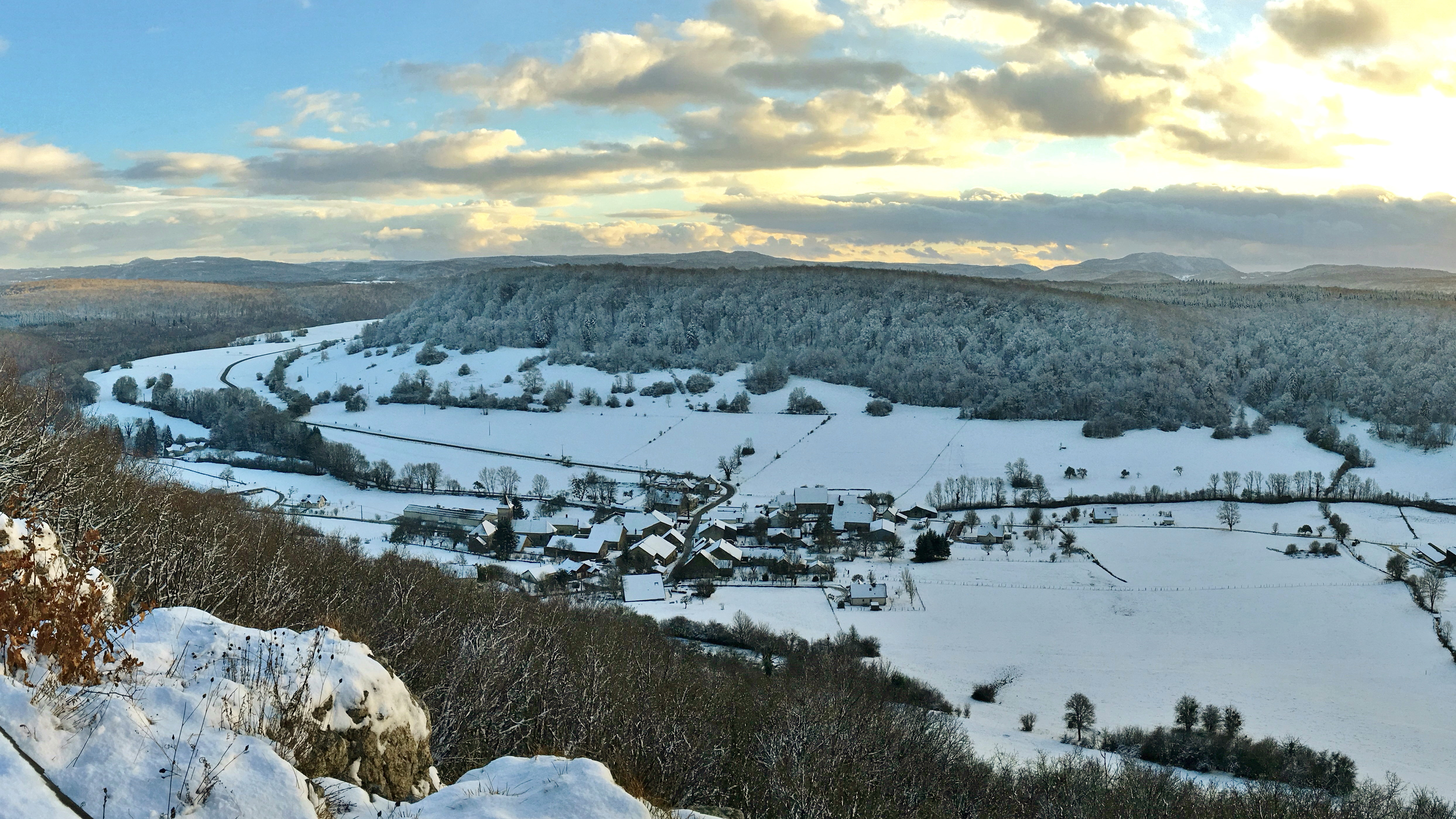
Village de Cussey depuis le belvédère de la Croix au nord

Le village de Cussey-sur-Lison est situé sur la rive gauche du Lison. Il est entouré de trois collines boisées surmontées de falaises qui forment une reculée, paysage typique du massif du Jura.
Le petit village est traversé par le ruisseau de la Goulue, qui prend sa source au fond de la reculée et se jette dans le Lison sur le territoire de la commune.
Des sentiers aménagés en 2013 sur le thème des falaises et du cours d'eau offrent une promenade pédagogique, permettant de découvrir la faune et la flore de la reculée dans le cadre des ENS, ainsi que des points de vue grâce à deux belvédères situés sur les roches.
Au village, cinq ponts et passerelles franchissent le ruisseau. Un peu plus bas sur le ruisseau, se trouve un moulin, le moulin du haut, aujourd'hui restauré en habitation, qui auparavant produisait de l'huile.
Un pont, dont une pierre du parapet est datée de 1793, permet de franchir la rivière du Lison et de rejoindre le village de Lizine. Au bord du Lison se situe le moulin du bas qui était une clouterie et qui devint ensuite une centrale électrique, aujourd'hui une habitation.
Enfin, un petit plateau bordé de falaises surplombe le village, aux alentours des 450 mètres d'altitude. 

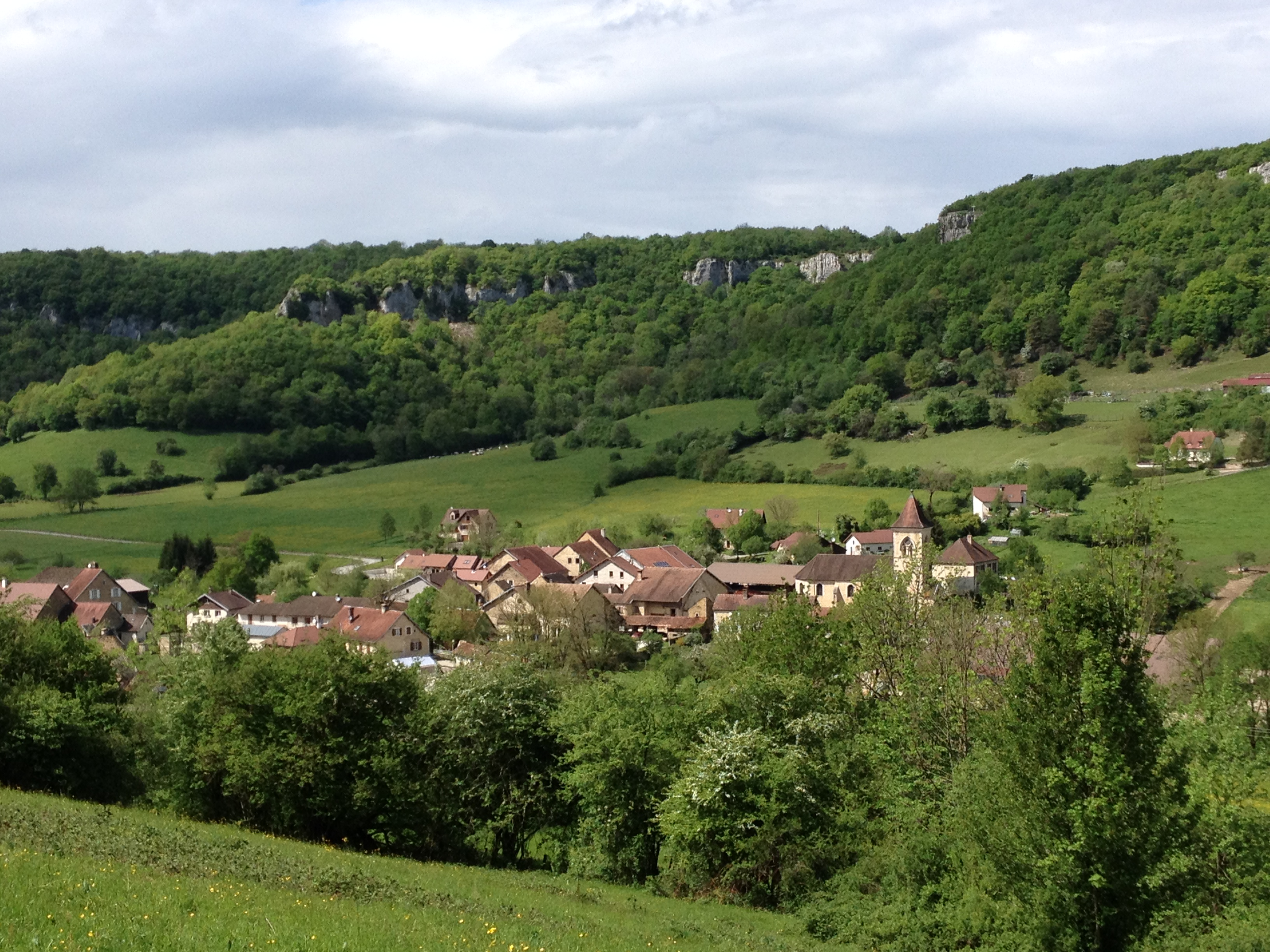
Vue du village et de son paysage depuis une colline au sud

### Toponymie
Cussey à la fin du XIIe siècle ; Cuce, Cuisens en 1275 ; Cucié en 1300 ; Cucey à la fin du XIVe siècle : Cussey sur Lyson, Cussey in Montana au XVe siècle ; Cussey les Mion en 1534 ; Cussey les Quingey en 1809.
L'étymologie de ce nom viendrait de la racine celte *cus qui signifierait rocher. D'autres avancent une racine hydronymique préceltique *cus-/cos- que l'on retrouve aussi dans Cusance (Doubs).

### Climat
Pour des articles plus généraux, voir Climat de la Bourgogne-Franche-Comté et Climat du Doubs.
En 2010, le climat de la commune est de type climat de montagne, selon une étude du Centre national de la recherche scientifique s'appuyant sur une série de données couvrant la période 1971-2000. En 2020, Météo-France publie une typologie des climats de la France métropolitaine dans laquelle la commune est exposée à un climat semi-continental et est dans la région climatique  Jura, caractérisée par une forte pluviométrie en toutes saisons (1 000 à 1 500 mm/an), des hivers rigoureux et un ensoleillement médiocre. 
Pour la période 1971-2000, la température annuelle moyenne est de 10,5 °C, avec une amplitude thermique annuelle de 17,6 °C. Le cumul annuel moyen de précipitations est de 1 283 mm, avec 13,6 jours de précipitations en janvier et 9,7 jours en juillet. Pour la période 1991-2020, la température moyenne annuelle observée sur la station météorologique de Météo-France la plus proche, « Coulans », sur la commune d'Éternoz à 8 km à vol d'oiseau, est de 10,5 °C et le cumul annuel moyen de précipitations est de 1 259,2 mm. 
La température maximale relevée sur cette station est de 38,7 °C, atteinte le 24 août 2023 ; la température minimale est de −18,9 °C, atteinte le 20 décembre 2009,,. 
Les paramètres climatiques de la commune ont été estimés pour le milieu du siècle (2041-2070) selon différents scénarios d'émission de gaz à effet de serre à partir des nouvelles projections climatiques de référence DRIAS-2020. Ils sont consultables sur un site dédié publié par Météo-France en novembre 2022.

## Urbanisme

### Typologie
Au 1er janvier 2024, Cussey-sur-Lison est catégorisée commune rurale à habitat dispersé, selon la nouvelle grille communale de densité à 7 niveaux définie par l'Insee en 2022.
Elle est située hors unité urbaine. Par ailleurs la commune fait partie de l'aire d'attraction de Besançon, dont elle est une commune de la couronne,. Cette aire, qui regroupe 310 communes, est catégorisée dans les aires de 200 000 à moins de 700 000 habitants,.

### Occupation des sols
L'occupation des sols de la commune, telle qu'elle ressort de la base de données européenne d’occupation biophysique des sols Corine Land Cover (CLC), est marquée par l'importance des forêts et milieux semi-naturels (62,1 % en 2018), une proportion identique à celle de 1990 (62,1 %). La répartition détaillée en 2018 est la suivante : 
forêts (57,9 %), prairies (27 %), zones agricoles hétérogènes (10,9 %), milieux à végétation arbustive et/ou herbacée (4,2 %). L'évolution de l’occupation des sols de la commune et de ses infrastructures peut être observée sur les différentes représentations cartographiques du territoire : la carte de Cassini (XVIIIe siècle), la carte d'état-major (1820-1866) et les cartes ou photos aériennes de l'IGN pour la période actuelle (1950 à aujourd'hui).

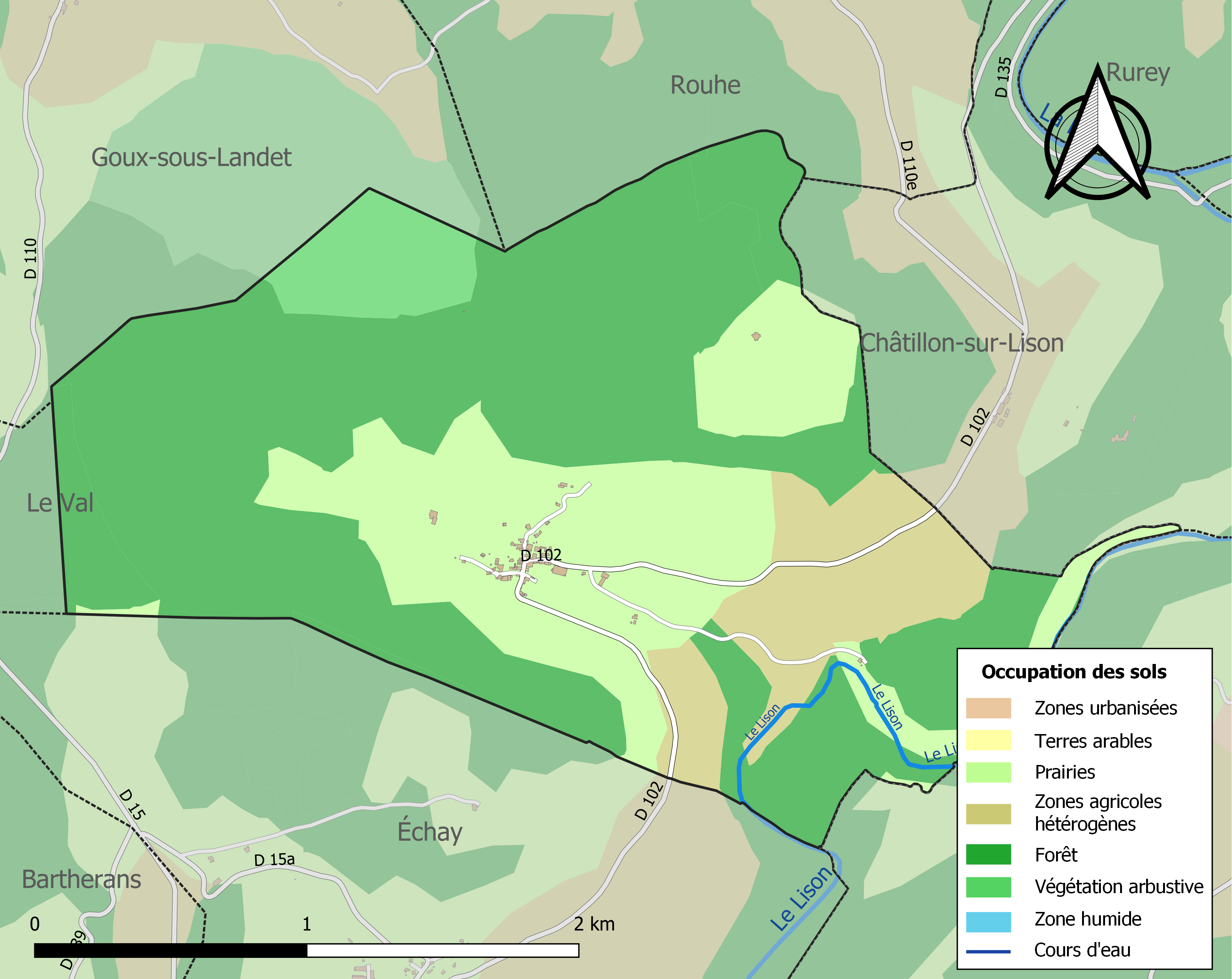
Carte des infrastructures et de l'occupation des sols de la commune en 2018 (CLC).

## Histoire

### Antiquité
Des traces d'occupation de l'époque romaine sont mises au jour à la fin du XIXe siècle. Plus récemment ont été découverts plusieurs objets datant de l'époque celtique.

### Moyen-Âge
Au Moyen Âge, le village appartenait aux seigneurs de Montfort et entretenait des liens importants avec la seigneurie de Châtillon et celle de Vuillafans-le-Vieux, qui cite Cussey dans un dénombrement de la seigneurie daté de 1584. De plus, le prieuré de Mouthier-Haute-Pierre dispose d'une directe mainmortable sur les habitants de Cussey.
L'église Saint-Christophe aurait été fondée entre le Ve siècle et le Xe siècle et fut donnée au chapitre de Besançon en 1135. Elle est de style roman à nef unique. La souche du clocher peut être datée du XIIe siècle et la partie supérieure probablement du XIVe siècle.
La paroisse s'étendait alors sur les villages de Cussey, d'Echay, sur le château et les granges de Châtillon et, jusqu'au XVIIIe siècle, sur le village de Bartherans et prélevait des sommes comme revenus sur d'autres villages encore.
Le village était situé dans le bailliage du Milieu, plus précisément dans le bailliage de Quingey, cité comtale, en pays de Varais. Les habitants de Cussey sont retrahants du château-fort de Montfort et doivent y tenir garnison.
Il existait un four banal dont l'usage fut peu à peu abandonné à partir de 1470 lorsque le seigneur de Montfort autorisa peu à peu les habitants à construire des fours particuliers. Il permettait aux sujets du village «  d'y faire cuire leurs pains et pattes » contre le paiement du cens. En 1627, un traité entre les dénommés Anatoile Caesart et Denis Grimel, d'une part, et le seigneur de Montfort, d'autre part, à propos de la perception et l'acheminement au château de Montfort des taxes correspondant à l'utilisation des fours précise que le four banal était détruit à cette date et mentionne un traité de 1470 par lequel un certain Nicolas Faignon avait été autorisé à construire un four particulier.
On peut mentionner qu'en 1490, les sauneries de Salins achètent du bois à la communauté de Cussey et aux villages alentour.

### Temps modernes
Dans un document de 1544, l'empereur Charles Quint donne sa permission à Claude de Montfort, seigneur et chevalier d'honneur au Parlement de Dole, de percevoir un péage sur « un pont bâti par lui sur le Lison, à la place d'un bac ou navois ». On peut envisager qu'il s'agisse d'un pont construit à l'endroit du pont sur le Lison actuel menant à Lizine, dont une pierre indique la date 1793.
Les communaux de Cussey sont vendus au seigneur de Châtillon en 1676, mais seront restitués aux habitants du village en 1690 à la suite d'un procès.
Parmi les évènements les plus marquants de cette période : les pillages des Suédois durant la guerre de Dix ans, la conquête française ainsi que la peste et la famine au XVIIe siècle, qui provoquèrent une importante baisse de la population, passant de 44 foyers (ou feux) en 1614 à seulement 12 foyers en 1688.
En 1724, le village accueille son premier maître d'école.
Enfin, concernant l'église, elle fut retournée en 1734 afin d'installer un important retable baroque polychrome dont le corps central est un tableau représentant saint Christophe, patron de la paroisse, portant l'enfant Jésus sur les eaux. Avant cette date l'entrée devait se faire par l'actuel chœur ou, plus probablement, par la façade sud, c'est-à-dire de façon latérale. 

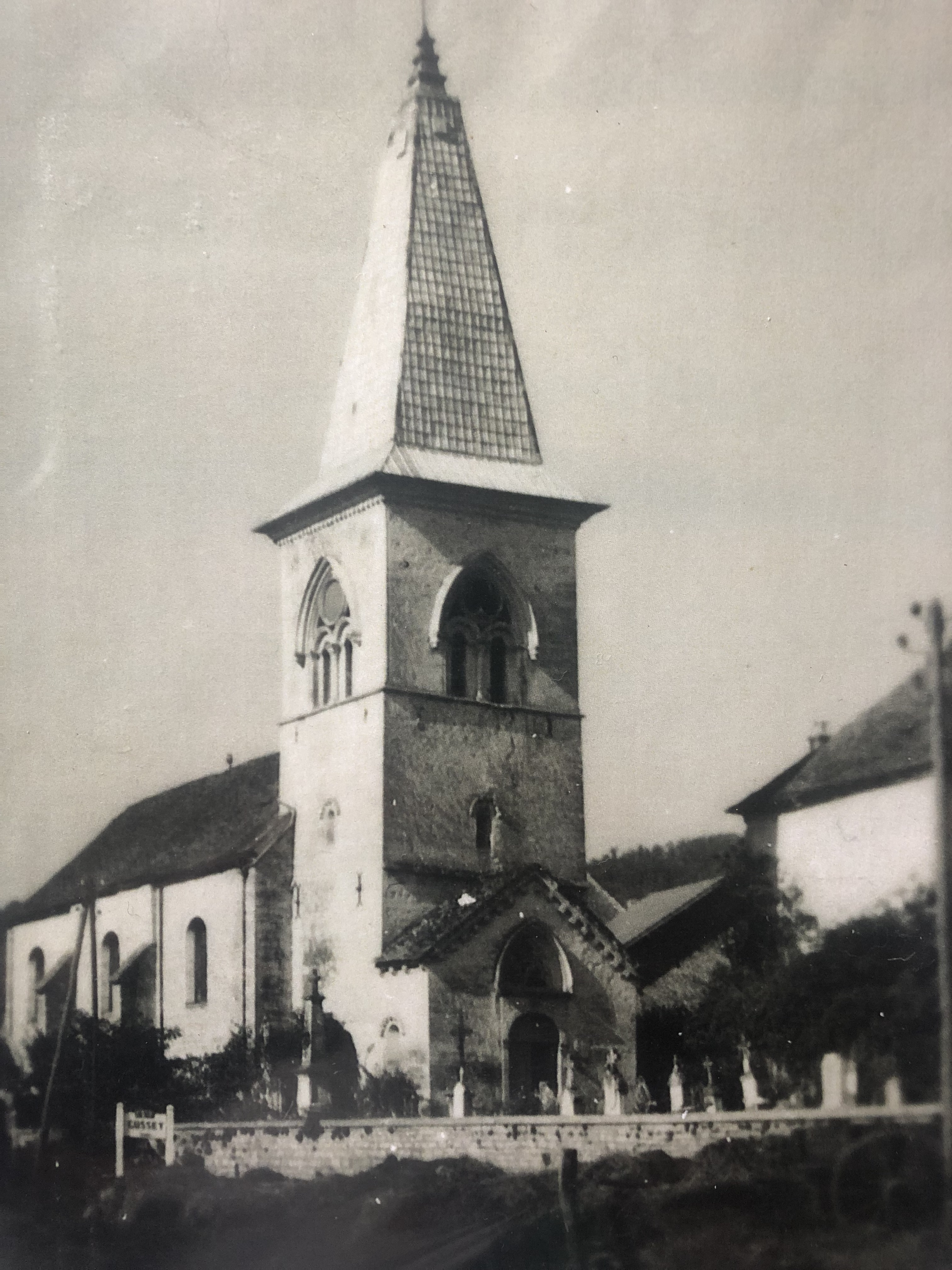
L'église et sa flèche en zinc, avant sa destruction en 1966

La paroisse s'agrandit à la fin du XVIIIe siècle en intégrant la paroisse voisine de Mont-sur-Lison, mais début XIXème, le curé du village, soutenu par le maire, se plaint à l'archevêque que sa santé ne lui permette de s'occuper d'une si grande paroisse et demande la nomination d'un nouveau prêtre. La paroisse est alors érigée en succursale.

### Époque contemporaine
Il y a peu d'informations sur la période révolutionnaire pour le village, on sait seulement que la Révolution est globalement mal accueillie dans la région et que l'église est rachetée par un dénommé Cuenet, religieux bernardin, pour éviter la dilapidation du mobilier.
Au XIXe siècle, le village se développe avec la construction d'une maison commune et d'une fontaine-lavoir malgré l'exode rural qui affaiblit peu à peu la communauté villageoise dans la seconde moitié du siècle.
En 1839, le clocher de l'église est surélevé et une flèche en zinc, haute de 18 mètres, est installée à son sommet. On peut aussi la présence d'une « usine sur le ruisseau du Grand Bief » (moulin du Dessus) et du moulin sur le Lison (moulin du Bas). On y cultive encore la vigne, avec 43 arpents (env. 15 hectares) en 1773 et 8 hectares en 1848. L'élevage bovin qui compte 57 bêtes en 1688 et 50 en 1773 permet la création d'une fromagerie en 1823. La production est de 250 000 litres de lait en 1929 et 1 million de litres en 1982. Les relations commerciales se font avec Salins et le Jura plus qu'avec Quingey.
Au 1er janvier 2022, une commune nouvelle est créée par un arrêté préfectoral du 14 décembre 2021, par la fusion des communes de Cussey-sur-Lison et Châtillon-sur-Lison, sous le régime juridique des communes nouvelles. Cussey-sur-Lison est le chef-lieu de la commune nouvelle.

## Politique et administration
| Période                                  | Période                     | Identité                                           | Étiquette | Qualité    |
| ---------------------------------------- | --------------------------- | -------------------------------------------------- | --------- | ---------- |
| avant 1988                               | 1989                        | Joseph Roussel                                     |           |            |
| 1989                                     | En cours (au 1er juin 2020) | Jean-Marie Roussel, Réélu pour le mandat 2020-2026 | SE        | Commercial |
| Les données manquantes sont à compléter. |                             |                                                    |           |            |

## Démographie
L'évolution du nombre d'habitants est connue à travers les recensements de la population effectués dans la commune depuis 1793. Pour les communes de moins de 10 000 habitants, une enquête de recensement portant sur toute la population est réalisée tous les cinq ans, les populations de référence des années intermédiaires étant quant à elles estimées par interpolation ou extrapolation. Pour la commune, le premier recensement exhaustif entrant dans le cadre du nouveau dispositif a été réalisé en 2005.

En 2022, la commune comptait 68 habitants, en évolution de +3,03 % par rapport à 2016 (Doubs : +1,88 %, France hors Mayotte : +2,11 %).
| 1793 | 1800 | 1806 | 1821 | 1831 | 1836 | 1841 | 1846 | 1851 |
| ---- | ---- | ---- | ---- | ---- | ---- | ---- | ---- | ---- |
| 150  | 153  | 160  | 160  | 177  | 154  | 144  | 150  | 166  |

| 1856 | 1861 | 1866 | 1872 | 1876 | 1881 | 1886 | 1891 | 1896 |
| ---- | ---- | ---- | ---- | ---- | ---- | ---- | ---- | ---- |
| 153  | 153  | 167  | 160  | 146  | 127  | 125  | 108  | 100  |

| 1901 | 1906 | 1911 | 1921 | 1926 | 1931 | 1936 | 1946 | 1954 |
| ---- | ---- | ---- | ---- | ---- | ---- | ---- | ---- | ---- |
| 97   | 87   | 106  | 105  | 94   | 90   | 79   | 86   | 76   |

| 1962 | 1968 | 1975 | 1982 | 1990 | 1999 | 2005 | 2006 | 2010 |
| ---- | ---- | ---- | ---- | ---- | ---- | ---- | ---- | ---- |
| 64   | 67   | 59   | 46   | 37   | 61   | 65   | 68   | 61   |

| 2015 | 2020 | 2022 | - | - | - | - | - | - |
| ---- | ---- | ---- | - | - | - | - | - | - |
| 65   | 68   | 68   | - | - | - | - | - | - |

## Lieux et monuments
- Le lavoir de Cussey-sur-Lison de style néo-classique, inscrit à l'inventaire supplémentaire des monuments historiques en 2003.
- L'église Saint-Christophe de Cussey-sur-Lison, dont le clocher a été construit au XIIe siècle. Le bâtiment est inscrit aux monuments historiques en 1991.
- Le pont sur le Lison. construit en 1793 et inscrit à l'inventaire supplémentaire des monuments historiques en 2003.
- Le château de Châtillon-sur-Lison du XIIIe siècle est inscrit aux monuments historiques depuis 2002.
- Les anciennes Forges de Châtillon[22], fondées en 1677 dans une boucle de la Loue (voir photo ci-dessous) et arrêtées en 1876, désormais reconverties en usine hydroélectrique depuis 1920.
- Les maisons au toit de lauzes.
- Les moulins (Moulin du Dessus sur la Goulue, Moulin du Bas sur le Lison).

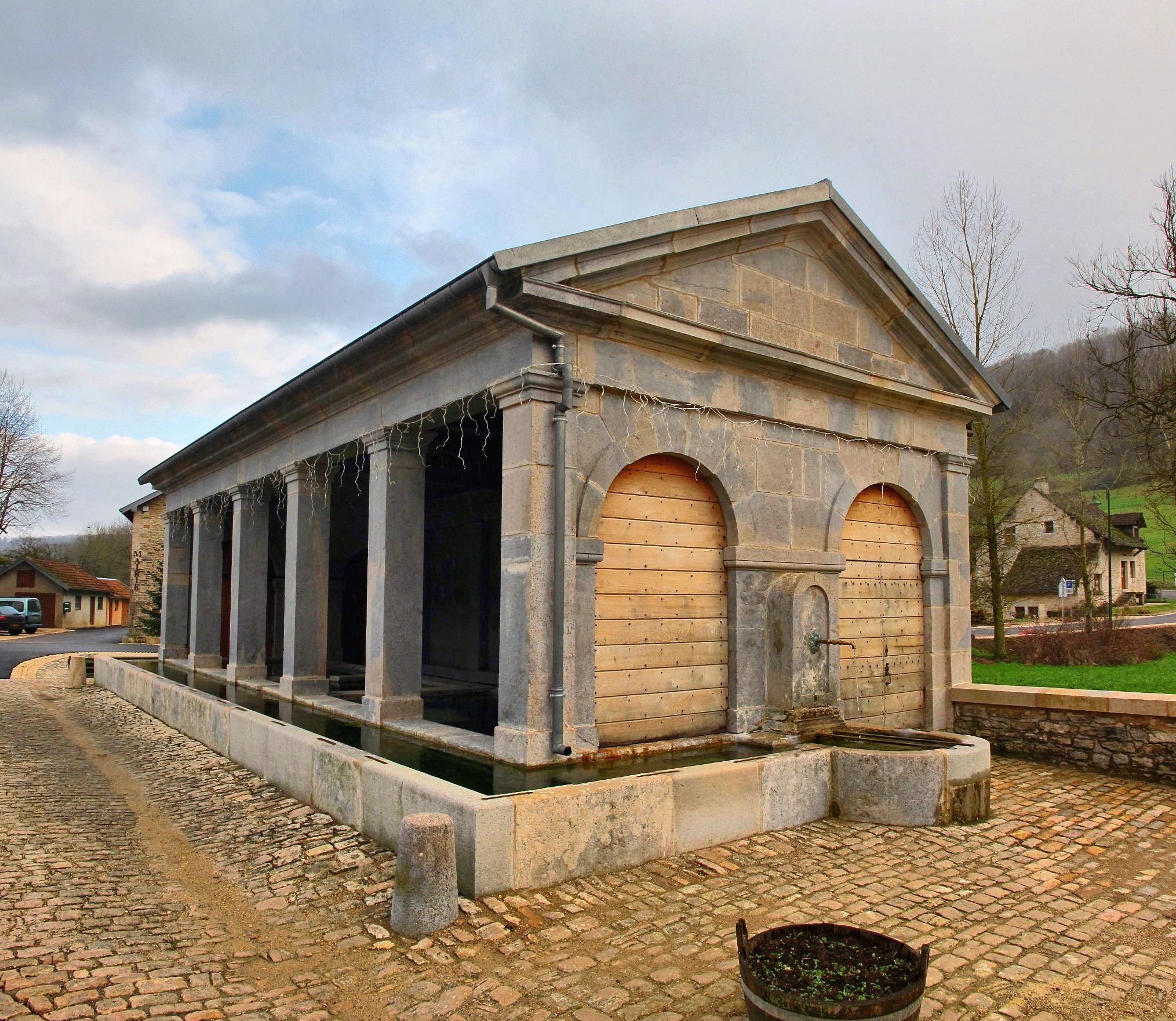
Le lavoir.
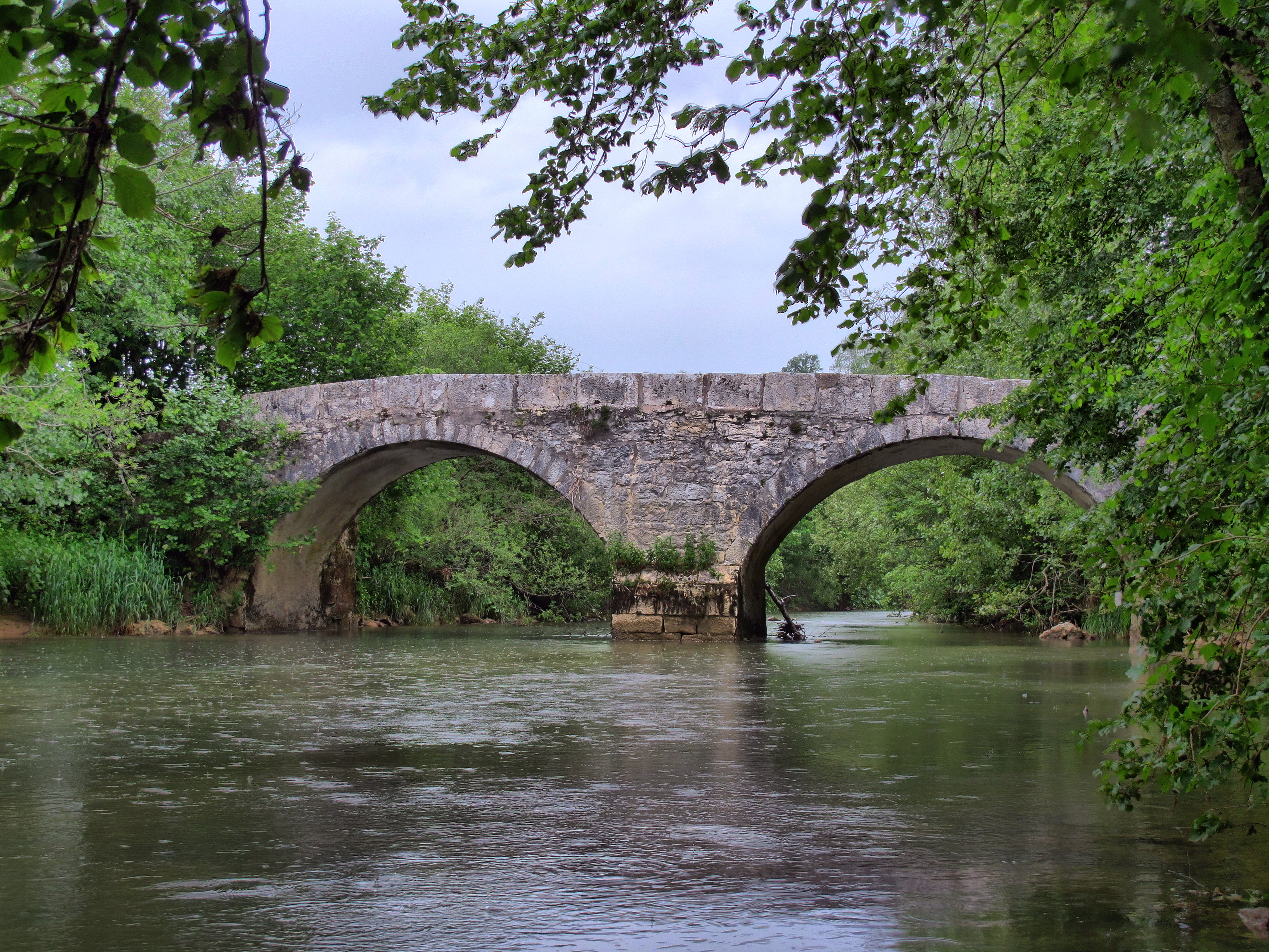
Le pont sur le Lison.
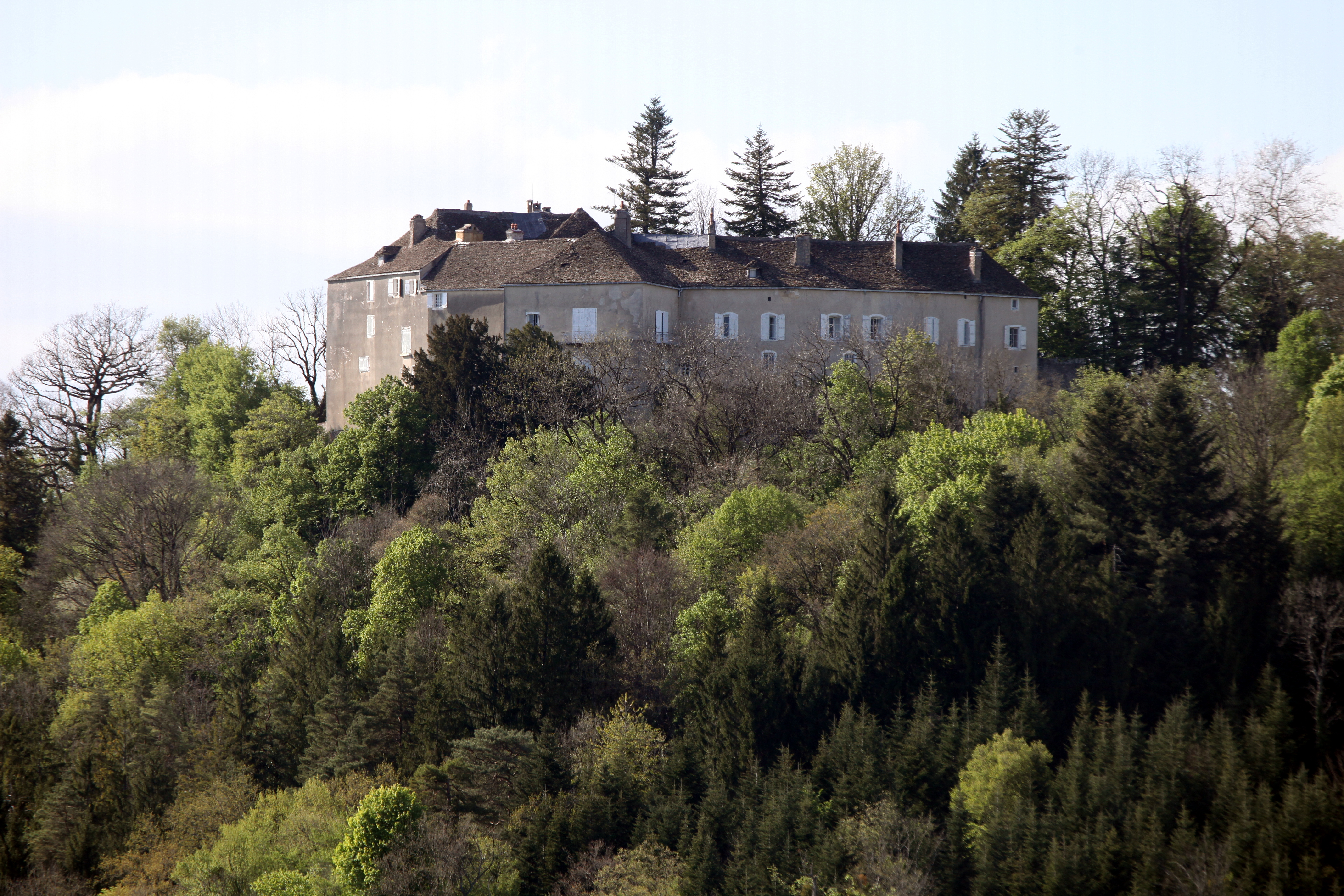
Château de Châtillon.
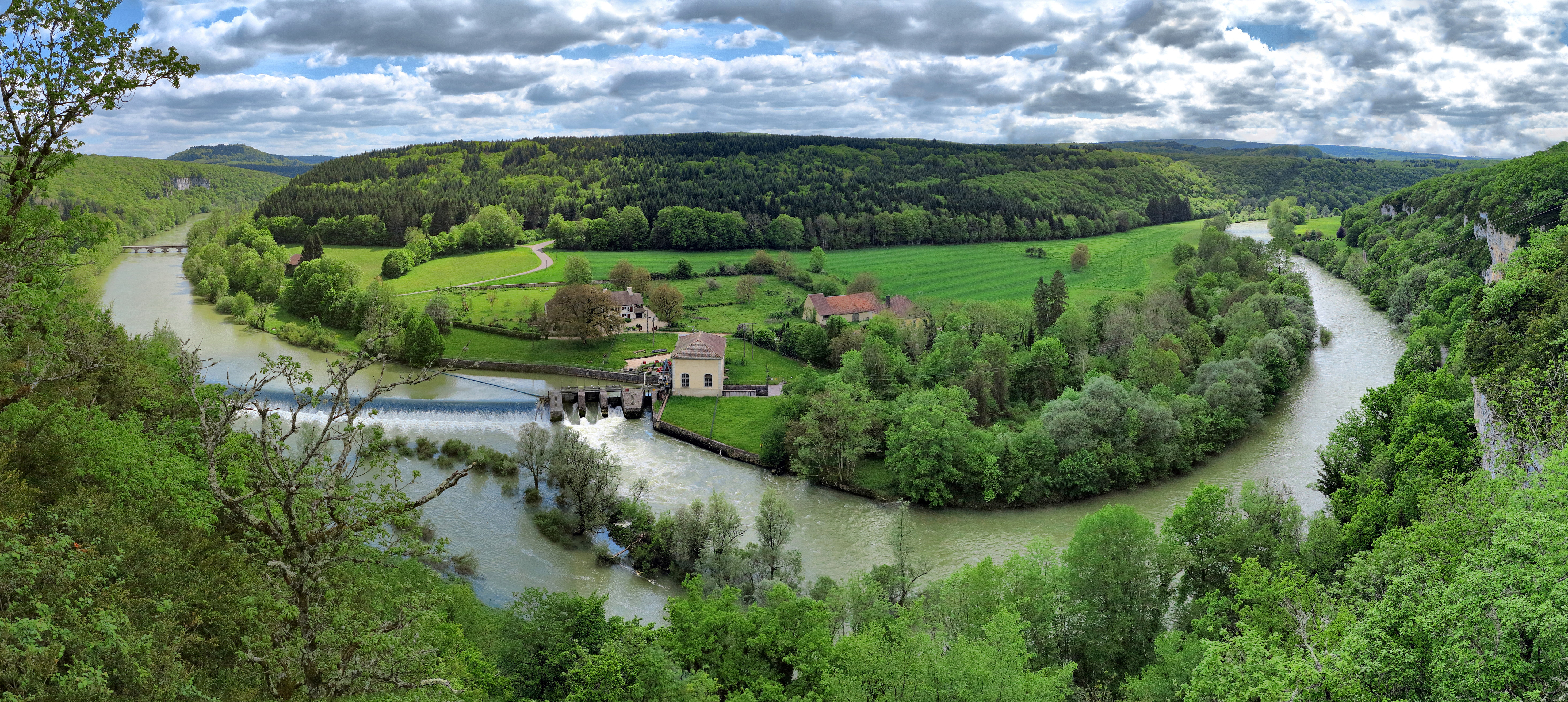
Les anciennes forges dans la boucle de la Loue.
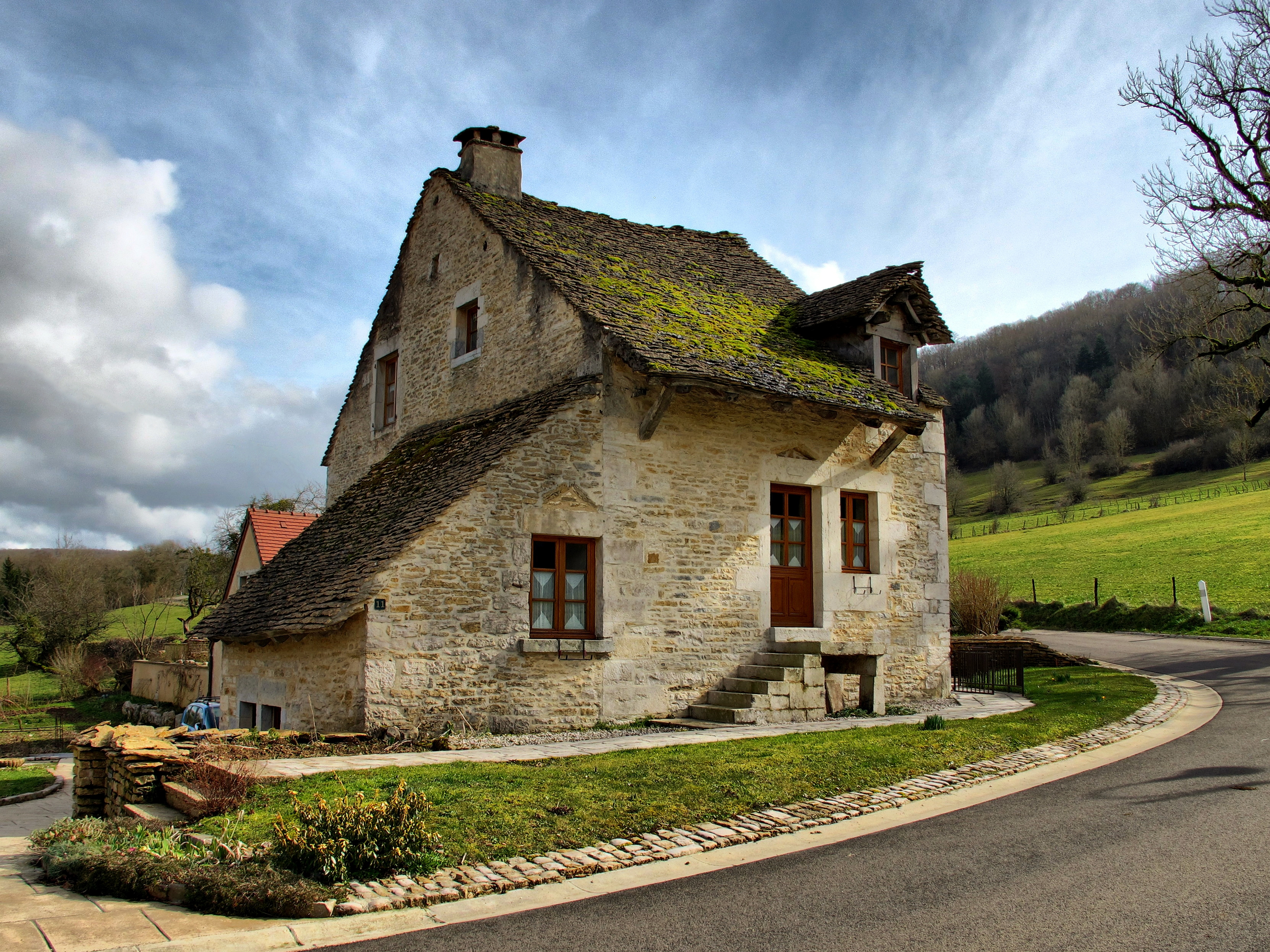
Vieille maison au toit de lauzes.
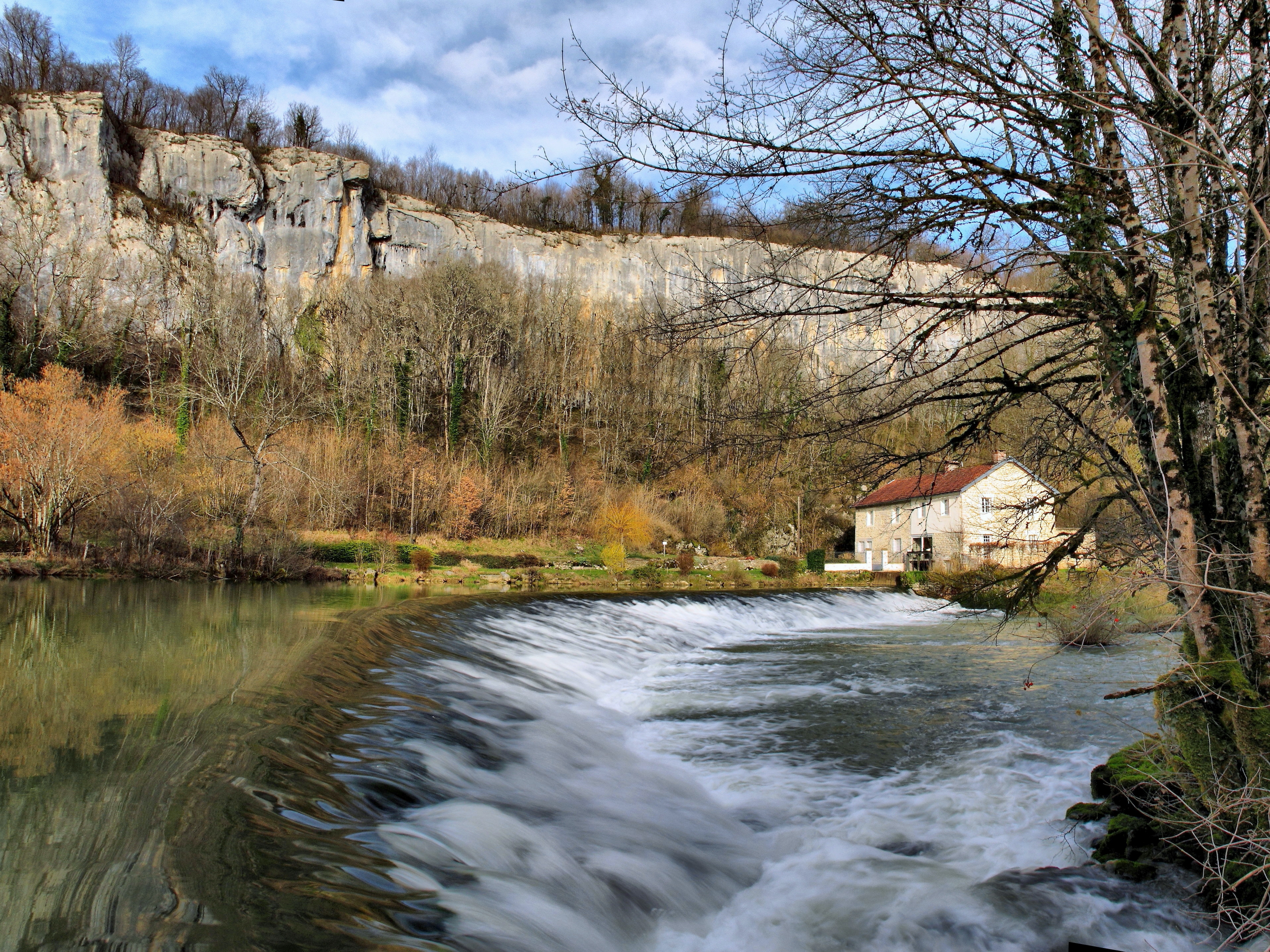
Le moulin du Bas et son barrage courbe sur le Lison.

- Le pont sur la Loue : joli pont en pierre à cinq arches situé juste en amont des Forges offrant une belle vue sur les falaises de Rurey grâce au miroir créé par le barrage.
- La confluence Loue-Lison.
- Le ruisseau de la Goulue en parcourant le sentier de la reculée de Cussey-sur-Lison[23].
- Le gouffre de la Barme, un puits profond de 18 mètres.
- La grotte du Laret (ou grotte de l'Ermitage). Un ermite y aurait vécu, on y trouve un lit taillé dans la pierre et au-dessus de celui-ci, une petite niche, probablement pour y mettre un éclairage.

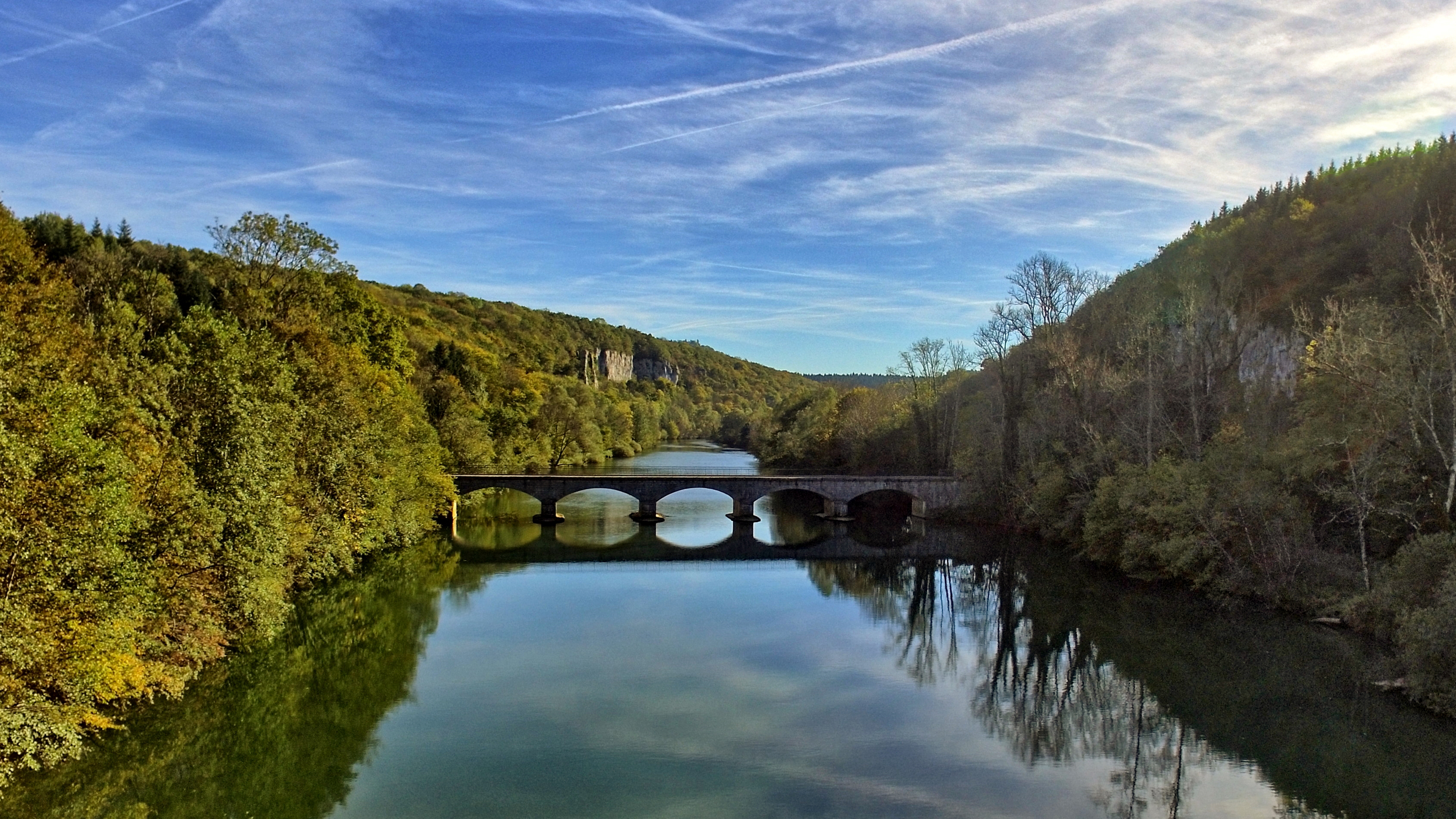
Le pont sur la Loue.
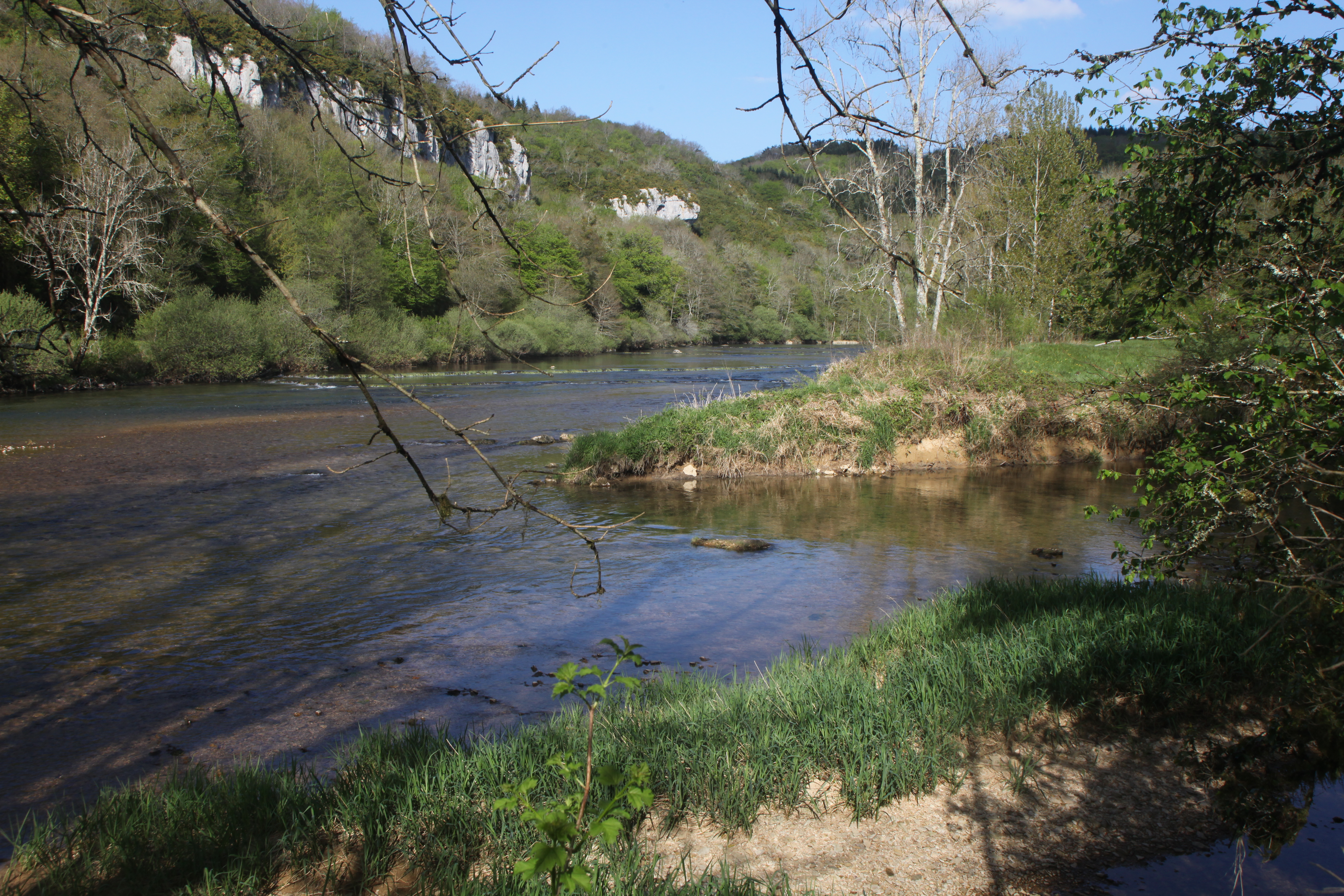
Confluence de la Loue et du Lison.
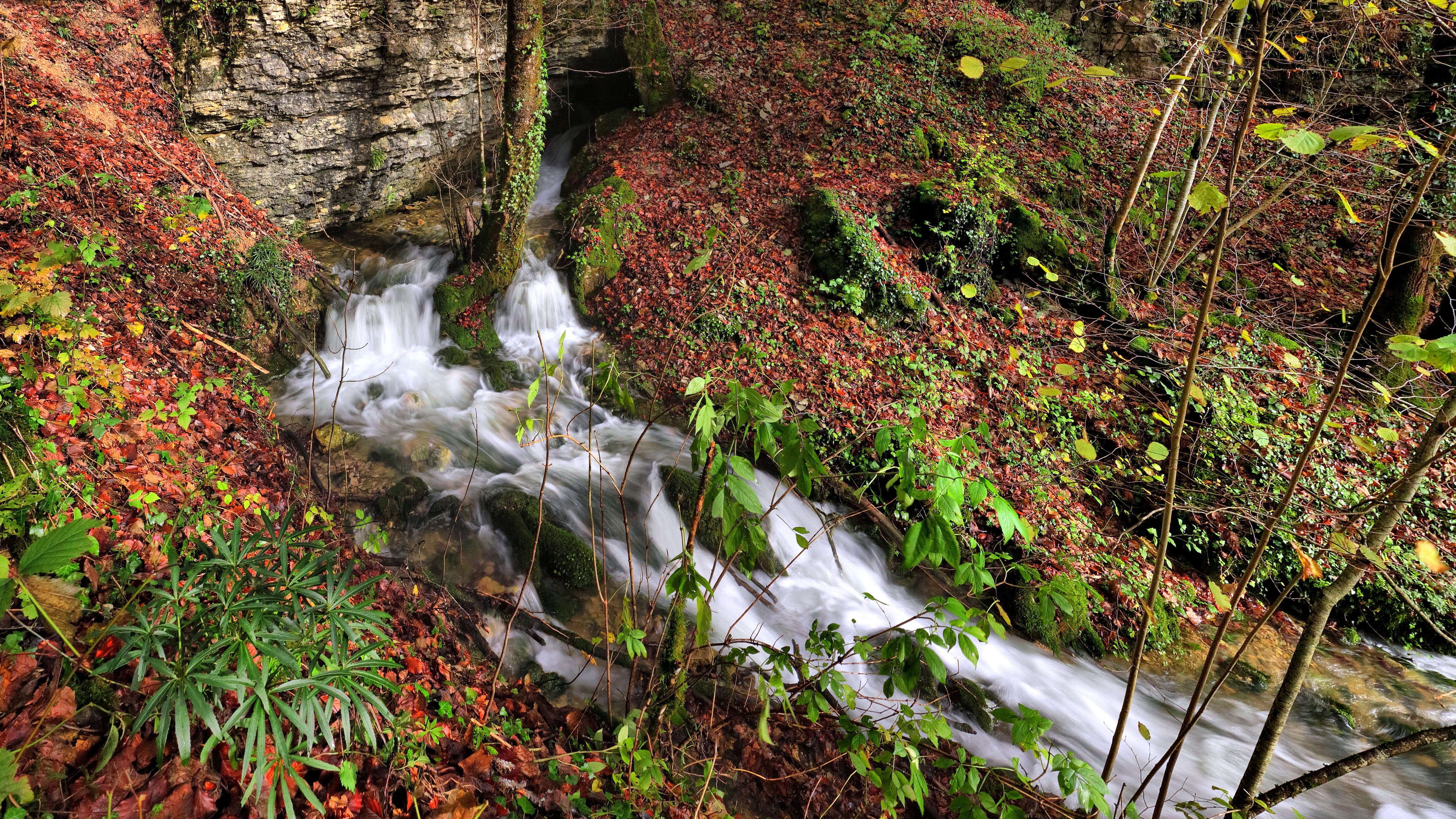
La source de la Goulue.
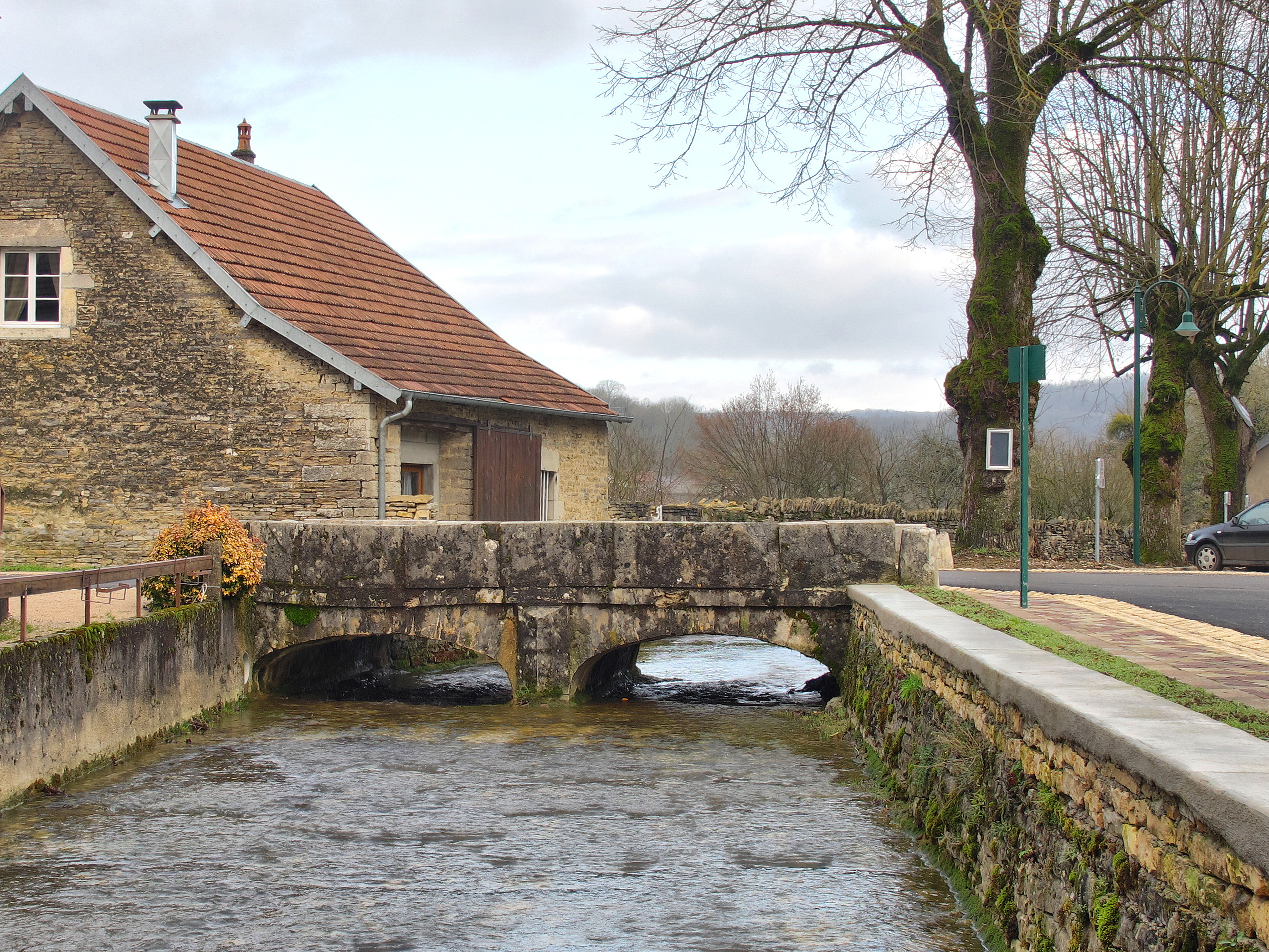
Petit pont sur la Goulue.
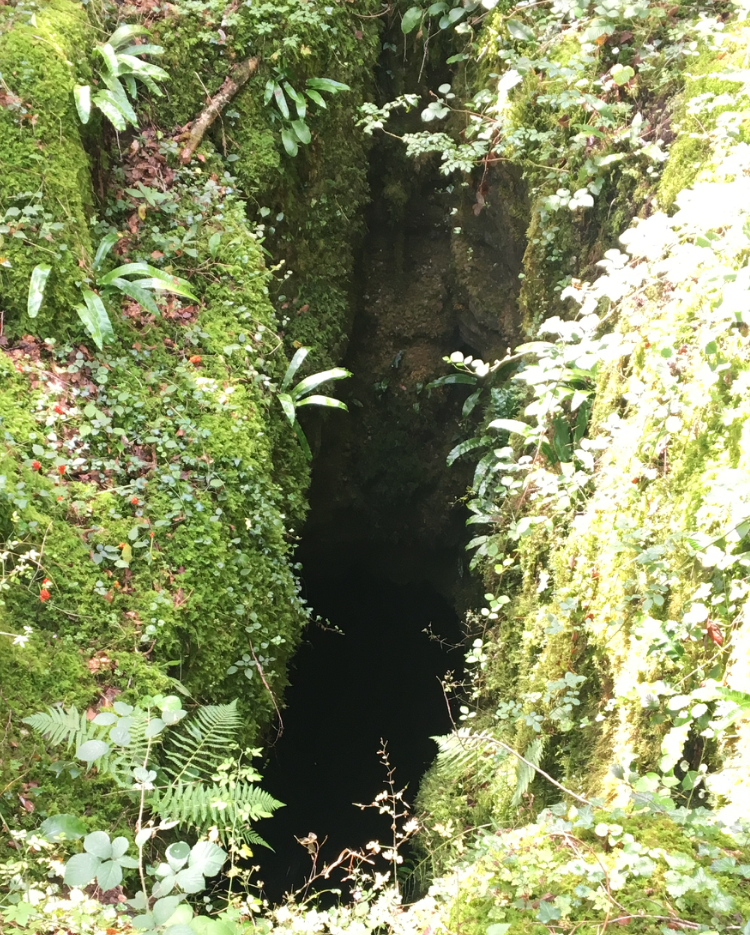
Gouffre de la Barme.
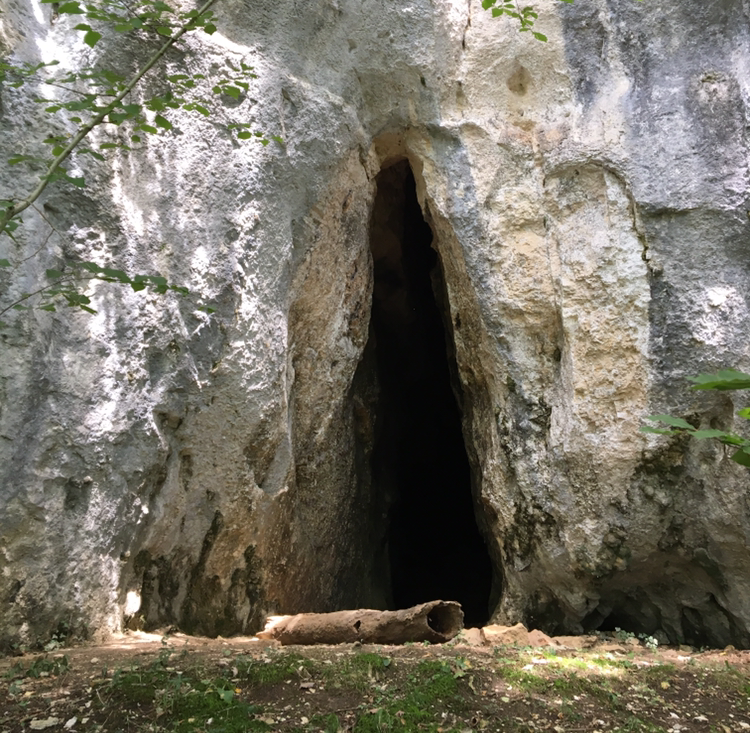
Grotte du Laret.